# Dean Ward
Dean Ward   (Portsmouth, 30 de juny de 1963) és un pilot de bob anglès, ja retirat, que va competir durant les dècades de 1990 i 2000.
Soldat de l'exèrcit britànic, el 1994 va prendre part als Jocs Olímpics d'Hivern de Lillehammer, on fou vuitè en la prova del bobs a quatre del programa de bobsleigh. Quatre anys més tard, als Jocs de Nagano, guanyà la medalla de bronze en la prova de mateixa prova. Formà equip amb Sean Olsson, Courtney Rumbolt i Paul Attwood. El 2002, a Salt Lake City, disputà els seus tercers i darrers Jocs. Fou onzè en la prova del bobs a quatre.
Una vegada retirat passà a exercir d'entrenador de l'equip nacional de bob.